# Kúlai Népkör

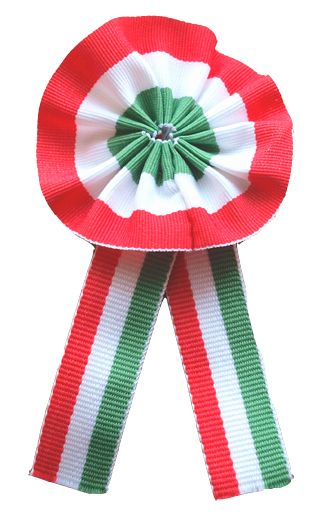
Kokárda

Kúla művelődéstörténetében jelentős esemény volt a Népkör 1868. február 2-i megalakulása. Tudjuk, hogy a szabadkai 1872-ben, az eszéki pedig néhány évvel utána jött létre. Nem ismeretes, hogy ekkoriban hasonló egyesület létezett-e.
A Vajdasági Magyar Művelődési Szövetség adatai szerint a Kúlai Népkör a legrégibb a betagosodott egyesületek közül. Úgy tudjuk, hogy a kalocsai és a budapesti levéltárakban fellelhető adatok is ezt bizonyítják. A Népkör megalakulásakor még nem szabályozták az egyesületek jogait, holott a civil társadalom szerveződését igen fontosnak tartották a politikusok.

## A népkör megalakulása
A Kúlai Népkör alakuló közgyűlése, amint a meglévő írott anyagból kitűnik, a következő módon zajlott le. 1868. február 2-án tartották Szakácsy Sándor plébános kezdeményezésére. Ő ismertette a jelenlevőkkel (mintegy 30 emberrel) a Népkör megalakulásának fontosságát, jelentőségét. Felolvasta a javasolt alapszabályzatot, melyet később elfogadtak. Ezután kihirdették, hogy megalakult a Kúlai Népkör.
Következett a választmány tagjainak a megválasztása: elnöknek Móricz László szolgabírót választották, alelnöknek Szakácsy Sándor plébánost, jegyzőnek Bocskai József tanítót, pénztárnoknak Dudás Jánost. Továbbá húsz személyt választmányi tagnak.
A felsoroltakon kívül még a következők neve ismert: Kovacsics Emil, Waály István, Bodnár Imre megyei esküdt, Weisz Sándor, Halecker Ede, Büchler József, Dudás József, Eper Pál, Fárbás Márton,...
Az alakuló közgyűlésen az alelnök előterjesztette, hogy a tagság részére a következő újságokat rendeljék meg:
Hon, Bolond Miska, Március 15-e, Ungarische Lloyd. A javaslatot el is fogadták.
A közgyűlést a templom melletti épületben, Czicz József házában, „Mari néni” kávézójában tartották.
Itt működött a Kovács-féle cipészműhely is. Amint a névsorból kitűnik, Kúla minden nevesebb polgára a választmány tagja volt. Ebből is látszik, hogy a Népkör megalakításának idejében milyen nagy jelentőséget tulajdonítottak az eseménynek, illetve az intézménynek.

## Szakácsy Sándor

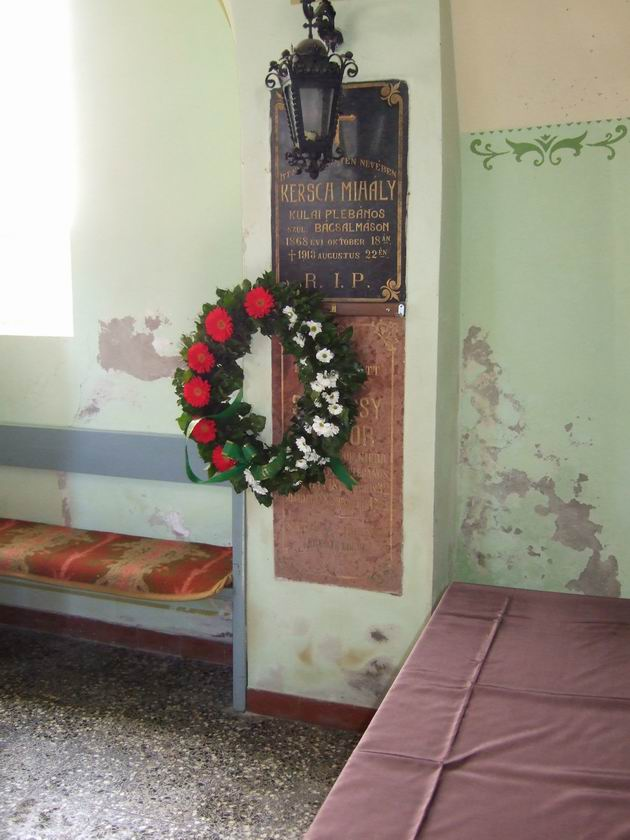
Szakácsy Sándor sírja

A palánkai születésű Szakácsy Sándort 1840-ben szentelték pappá, majd káplán volt Rácmiliticsen, Hódságon, 1850-től Újvidéken. 1856-ban helyezték Kúlára, ahol plébánoshelyettes, majd plébános, esperes, végül címzettes kanonok volt.
Közkedvelt egyéniségnek számított, s a 19. század második felében ő kezdte kibontakoztatni, szervezni a község művelődési életét. Már a kiegyezés évében az őt körülvevő hasonló gondolkodásúakkal készíti elő a Népkör megalakítását, ezzel is nyomot hagyva az akkor még inkább falu, mintsem város, de már a polgárosodásra is hajlamos lakosság életében.
Hivatástudata közismert volt, s többek között ő építette a kúlai temetőben a kápolnát is, azon a földterületen, amelyet Czucz József (1807–1875) földbirtokos adományozott a római katolikus temető kialakítására. E kápolnában nyugszik ma is. Szentélyén a következő szöveg olvasható: „E szent hely alatt nyugszik Szakácsy Sándor tiszt. kanonok, kiérd. esperes, kúlai plébános. Született 1817. ápr. 3-án, meghalt 1887. dec. 17-én. Szendergő porait béke lebegje körül.” A kápolna fölötti táblán a felirat:
„Kedves volt Istennél és embernél, emléke áldásban vagyon. Von Gott und dem Menschen war er geliebt: sein Anbeken ist in Segen.”
A Szakácsy Sándor által megálmodott alapelgondolás a mai napig is érvényes, és érezhető a Népkör munkájában.